# Jean-Paul de Rome d'Ardène
Jean-Paul de Rome d'Ardène (Mane, 25 gennaio 1690 – Saint-Michel-l'Observatoire, 5 dicembre 1769) è stato un botanico, agronomo e presbitero francese del XVIII secolo.

## Biografia
Nacque nel 1690 a Mane (Alpi dell'Alta Provenza), figlio di Honoré de Rome signore d'Ardène, commissario delle galere e ispettore dei boschi e delle foreste della Provenza , che fece costruire il castello d'Ardène nel 1686, e di Antoinette Leroy, figlia di Jean Leroy, consigliere del re e controllore generale della marina del Levante e delle galere di Francia . Suo fratello maggiore, Esprit-Jean de Rome d'Ardène (1684-1748) fu un riconosciuto autore e favolista.
Da adolescente, Jean-Paul de Rome d'Ardène studiò retorica e filosofia al collegio di Marsiglia, poi fu ammesso all'Oratorio di Aix-en-Provence nel 1708. Studiò poi teologia ad Arles prima di insegnare materie umanistiche a Marsiglia . Di condizioni di salute fragili, fu presto sollevato dai suoi doveri e nel 1714 gli fu permesso di ritirarsi e tornare a vivere nella terra della sua famiglia ad Ardène. Ancora membro dell'Oratorio di Aix pur rimanendo ad Ardène, fu ordinato sacerdote nel 1718. Si dedicò quindi alla botanica, scrivendo numerose opere sulla coltivazione dei fiori (Traité des renoncules, 1746; Traité des jacinthes, 1759 ecc.) che avrebbero riscosso un grande successo tra i suoi contemporanei. Inoltre, fornendo al suo entourage la sua conoscenza delle piante medicinali e appassionato del loro studio, pubblicò le Lettres sur l’exercice de la médecine nel 1759.
Nel 1767 pubblicò le opere postume di suo fratello Esprit-Jean de Rome d'Ardène, morto nel 1748 (Œuvres posthumes de Monsieur d'Ardene), che egli aveva raccolto e compilato.
Morì nel 1769 nel feudo d'Ardène a Saint-Michel (oggi Saint-Michel-l'Observatoire, Alpi dell'Alta Provenza).

## Opere
- Traité des Renoncules, Paris, Philippe Nicolas Lottin & Augustin Martin Lottin, 1746.
- Lettres sur l’exercice de la médecine, 1759.
- Traité des jacinthes, 1759.
- Traité des tulipes, Avignon, Jean-Louis Chambeau, 1760.
- Traité des œillets, 1762.
- Abrégés de jardinage, 1767.
- Œuvres posthumes de Monsieur d'Ardene, associé a l'académie des Belles-Lettres de Marseille, 1767.
- l’Année Champêtre, 1769.